# Modernisation à la chinoise
 (février 2025).
La mise en forme du texte ne suit pas les recommandations de Wikipédia : il faut le « wikifier ».
Les points d'amélioration suivants sont les cas les plus fréquents. Le détail des points à revoir est peut-être précisé sur la page de discussion.
- Les titres sont pré-formatés par le logiciel. Ils ne sont ni en capitales, ni en gras.
- Le texte ne doit pas être écrit en capitales (les noms de famille non plus), ni en gras, ni en italique, ni en « petit »…
- Le gras n'est utilisé que pour surligner le titre de l'article dans l'introduction, une seule fois.
- L'italique est rarement utilisé : mots en langue étrangère, titres d'œuvres, noms de bateaux, etc.
- Les citations ne sont pas en italique mais en corps de texte normal. Elles sont entourées par des guillemets français : « et ».
- Les listes à puces sont à éviter, des paragraphes rédigés étant largement préférés. Les tableaux sont à réserver à la présentation de données structurées (résultats, etc.).
- Les appels de note de bas de page (petits chiffres en exposant, introduits par l'outil «  Source ») sont à placer entre la fin de phrase et le point final[comme ça].
- Les liens internes (vers d'autres articles de Wikipédia) sont à choisir avec parcimonie. Créez des liens vers des articles approfondissant le sujet. Les termes génériques sans rapport avec le sujet sont à éviter, ainsi que les répétitions de liens vers un même terme.
- Les liens externes sont à placer uniquement dans une section « Liens externes », à la fin de l'article. Ces liens sont à choisir avec parcimonie suivant les règles définies. Si un lien sert de source à l'article, son insertion dans le texte est à faire par les notes de bas de page.
- La présentation des références doit suivre les conventions bibliographiques. Il est recommandé d'utiliser les modèles {{Ouvrage}}, {{Chapitre}}, {{Article}}, {{Lien web}} et/ou {{Bibliographie}}. Le mode d'édition visuel peut mettre en forme automatiquement les références.
- Insérer une infobox (cadre d'informations à droite) n'est pas obligatoire pour parachever la mise en page.

Pour une aide détaillée, merci de consulter Aide:Wikification.
Si vous pensez que ces points ont été résolus, vous pouvez retirer ce bandeau et améliorer la mise en forme d'un autre article.
Modernisation à la chinoise, également appelée la modernisation chinoise ou la voie chinoise vers la modernisation, est un slogan politique promu par le Parti communiste chinois (PCC). Ce slogan défend un modèle de modernisation qui contraste prétendument avec le développement de style occidental et soulignant les points forts du modèle économique et politique chinois.

## Histoire
Le terme remonte à 1979, lorsque le dirigeant chinois Deng Xiaoping l'a mentionné lors d'un discours de mars 1979 sur les quatre principes fondamentaux.
Cette expression est devenue une politique à part entière sous le secrétaire général du PCC Xi Jinping lorsque, en avril 2021, le Quotidien du Peuple a publié plusieurs articles sur la « dissection de la modernisation à la chinoise », amenant le reste des médias d'État chinois à faire de même. Wang Huning, principal théoricien politique sous Xi Jinping, est considéré comme ayant contribué au développement du concept et des politiques.
Ce terme a occupé une place importante dans la « résolution historique » du PCC sous Xi, adoptée en 2021. La résolution affirme que la modernisation à la chinoise favoriserait davantage le « grand renouveau de la nation chinoise ». Le terme est apparu 11 fois dans le rapport politique de Xi Jinping au 20e Congrès national du PCC, qui s'est tenu en octobre 2022. Le terme a également été mis en avant lors de la première session de la 14e Assemblée populaire nationale en mars 2023.

## Aperçu
Ce terme a été perçu comme un effort de Xi Jinping pour renforcer le pouvoir et l'influence chinoise dans le monde. Elle a également été utilisée par les dirigeants chinois pour envisager un nouveau type de développement économique. Ainsi, Xi a déclaré que la modernisation à la chinoise « brise le mythe selon lequel « modernisation équivaut à occidentalisation ». Selon Xi, la modernisation à la chinoise présente « cinq caractéristiques » (五个特征), « neuf exigences fondamentales » (九个本质要求) et « cinq principes majeurs » (五个重大原则), :
| Caractéristiques | Exigences de base | Les grands principes |
| --- | --- | --- |
| 1. Une population immense 2. Prospérité commune pour tous 3. Progrès matériel et culturel 4. L'harmonie entre l'humanité et la nature 5. Développement pacifique | 1. Maintenir la direction du Parti communiste chinois 2. Adhésion au socialisme aux caractéristiques chinoises 3. Poursuivre un développement de haute qualité 4. Développer une démocratie populaire globale 5. Enrichir la vie culturelle des citoyens 6. Parvenir à une prospérité commune pour tous 7. Promouvoir l'harmonie entre l'humanité et la nature 8. Construire une communauté humaine avec un avenir commun 9. Créer une nouvelle forme de progrès humain | 1. Maintenir et renforcer la direction du Parti 2. Adhérer à la voie du socialisme aux caractéristiques chinoises 3. Adhérer à une philosophie de développement centrée sur l’humain 4. Adhérer à la réforme et à l’ouverture 5. Adhérer et faire avancer un esprit combatif |

En particulier, sous Xi Jinping, la prospérité commune est perçue comme un principe fondamental de la modernisation à la chinoise. Zhang Zhanbin, un responsable de l'École centrale du Parti du PCC, a écrit au Quotidien du Peuple que la compréhension du rôle de la prospérité commune est essentielle pour « reconnaître clairement les différences majeures entre la modernisation à la chinoise et la voie de modernisation occidentale ». Xi Jinping a affirmé que « la modernisation chinoise est une modernisation socialiste » et a souligné le rôle essentiel de la direction du PCC dans ce processus. Il a déclaré que sans la direction du Parti, la modernisation à la chinoise « dévierait de sa trajectoire, perdrait son âme, voire entraînerait des erreurs catastrophiques ».